# Cynometra hondurensis
Cynometra hondurensis är en ärtväxtart som beskrevs av John Duncan Dwyer. Cynometra hondurensis ingår i släktet Cynometra, och familjen ärtväxter. Inga underarter finns listade i Catalogue of Life.